# Loubaut
Loubaut är en kommun i departementet Ariège i regionen Occitanien i södra Frankrike. Kommunen ligger  i kantonen Le Mas-d'Azil som ligger i arrondissementet Pamiers. År 2022 hade Loubaut 28 invånare.

## Befolkningsutveckling
Antalet invånare i kommunen Loubaut
Referens: INSEE